# Maroala
Maroala è una città e comune del Madagascar situata nel distretto di Antsohihy, regione di Sofia. 
La popolazione del comune rilevata nel censimento 2001 era pari a 6 125 unità.